# Ионел
Ионел (рум. Ionel) — крупнейшая швейная фабрика в Республике Молдова. Расположена в муниципии Кишинёв.
Занимается пошивом мужской и женской одежды, обуви.

## История развития
В конце октября 1945 года в Кишинёве основана «Швейная фабрика № 1». Основная деятельность при открытии — пошив ватных телогреек. Персонал фабрики насчитывал 50 человек и 15 швейных машин. В 1954 году были сданы в эксплуатацию здания, в которых расположена сегодня фабрика. В 1966 году переименована в «Швейную фабрику имени 23 съезда КПСС», фабрике было присвоено звание «Предприятие высокой культуры». Изделия шились по методике высшего качества. В 1972 году произошло объединение с фабрикой «Большевик» и коллектив увеличился до 3700 работников. В 1987 году стала сотрудничать с итальянской фирмой «Le Belle Moda». В 1993 году была приватизирована и преобразована в акционерное общество «Ионел» (рум. Societatea pe acţiuni "Ionel"). В 1985 году персонал фабрики насчитывал 4 тысячи человек. Основной ассортимент составляли мужские костюмы, костюмы для мальчиков, мужские пальто, брюки мужские и мальчиковые, головные уборы и спецодежда. В 1998 году началась реструктуризация фабрики. С 1999 года предприятие полностью приватизировано со значительной долей собственности коллектива (77,64 %). Сотрудничает с такими странами как США, Канада, Италия, Германия.

## Деятельность
Около 80 % продукции идёт на экспорт — в основном в Италию, а также Германию и Францию. На внутреннем рынке покупателями продукции компании является армия, МВД, лесничество, а также национальная сборная по футболу.

## Награды
- Орден «Знак Почёта» (1976 год).
- Орден «Трудовая слава» (9 сентября 2015 года) — в знак высокого признания особых заслуг в развитии лёгкой промышленности, модернизации предприятия и продвижении отечественной продукции за рубежом[7].
- Орден Республики (23 сентября 2020 года) — в знак высокого признания особых заслуг в развитии лёгкой промышленности, за вклад в модернизацию предприятия и продвижение отечественной продукции за рубежом[8].

## Руководство
Директор — Тамара Валентиновна Лукьян (с 2008 года).